# 2S1 Gvozdika
2S1 Gvozdika (rusky: 2С1 Гвоздика, česky karafiát) je sovětská, resp. ruská samohybná houfnice z konce 60. let 20. století, která je schopná překonávat vodní překážky. První prototyp byl vyroben roku 1969, do výzbroje sovětské armády byla zařazena roku 1972. Jedná se o houfnici ráže 122 mm, která je umístěna ve věži na podvozku obrněného transportéru MT-LB. Ve věži je instalováno mechanické nabíjecí zařízení, které umožňuje rychlost střelby až 5 ran za minutu.
Licenčně se stroj vyráběl i v Polsku a v Bulharsku. Gvozdika byla ve výzbroji Československé armády, resp. Armády ČR. V důsledku odzbrojovacích smluv byla část houfnic likvidována, část jich byla vyvezena do Uruguaye.

## Vývoj
Vývoj konstrukce samohybných houfnic ráže 122 mm začal ve specializovaném výzkumném institutu VNII-100. Zvažovaly se tři možnosti, přičemž každá z nich počítala s jiným podvozkem. Nakonec zvítězilo řešení, při kterém byl kanón 2A31 (modernizovaná D-30) umístěn v zadní části podvozku vozu „produkt 10“. Šlo o prodlouženou verzi vozidla MT-LB, které vyvíjely v Charkovském traktorovém závodě a později bylo zavedeno pod názvem MT-LBu. Výzkum zrealizovaný v institutu VNII-100 položil základy pro vývojové práce na houfnici 2S1 Gvozdika.
V srpnu 1969 začalo testování prvních čtyř prototypů nové houfnice. Konstruktéři však narazili na velmi nepříjemné překvapení, které téměř skončilo tragicky. Po sérii osmi výstřelů se posádka, která se nacházela v bojovém prostoru vozidla, těžce otrávila zplodinami hoření prachových náplní a musela být hospitalizována. Při střelbě z vlečných houfnic D-30 na otevřeném prostranství tento problém nikdy nenastal, protože prachové plyny se rozptýlily v okolním prostoru. Avšak ve stísněném uzavřeném prostoru bojového vozidla se plyny unikající po výstřelu zkoncentrovaly a představovaly skutečné nebezpečí pro posádku. Problém plynové kontaminace bojového prostoru 2S1 byl nakonec vyřešen použitím výkonnějšího vyhazovače a nábojnic s vylepšeným uzávěrem. Po ukončení všech typů zkoušek a odstranění připomínek byla samohybná houfnice 2S1 14. září 1970 zařazena do výzbroje.
Sériová výroba houfnic 2S1 Gvozdika probíhala až do roku 1991 a celkem jich bylo vyrobeno více než 10 000 kusů. Kromě Sovětského svazu se nacházely ve výzbroji více než 40 zemí.

## Konstrukce

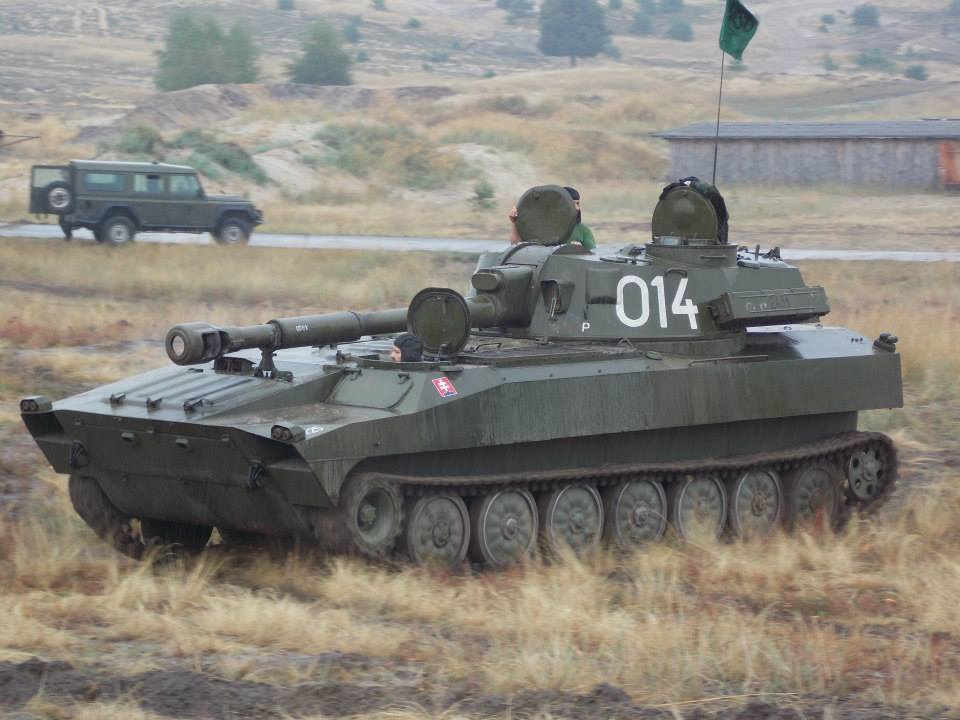
Slovenská 2S1 Gvozdika na akci SAHARA 2013

Šasi samohybné houfnice 2S1 bylo vyvinuto v Charkovském traktorovém závodě na bázi obrněného transportéru MT-LB doplněného o jedno pojezdové kolo. Pohonná jednotka se nachází v pravé přední části vozidla. Pohon Gvozdiky zajišťuje přeplňovaný osmiválcový motor JaMZ-238N, který umožňuje vozidlu dosahovat maximální rychlosti 60 km/h na silnicích a v terénu rychlost do 32 km/h. Vůz je plně obojživelný, pohyb ve vodě mu zajišťují pásy. Stroj je schopen plavat rychlostí až 4,5 km/h. Dokáže překonat vodní tok do šířky maximálně 300 m, s výškou vln až do 15 cm a při rychlosti proudu maximálně 0,6 m/s. Osádku vozidla tvoří řidič, který sedí vpředu vlevo, střelec, velitel a nabíječ, kteří sedí ve věži.
Dělostřelecká věž byla vyvinuta v konstrukční kanceláři čj. 9 ve Sverdlovsku. Využita byla modernizovaná verze houfnice D-30 s úsťovou brzdou a zařízením na odvod plynů po výstřelu. Vozidlo může nést standardně 40 ks dělostřeleckých granátů. Používá se dělená munice. Kadence může dosahovat 5 výstřelů za minutu. Maximální dostřel je 15 200m. Při použití granátů s raketovým pohonem může dostřel dosahovat vzdálenosti až 21 900m. Gvozdika může střílet i laserem naváděný granát Kitolov-2M. Odměr kanónu je 360°, náměr dosahuje hodnot -3° až +70°.
Vozidlo je vybaveno optoelektronickými přístroji pro činnost v nočních podmínkách. Velitel je vybaven přístrojem TKN-3B s pětinásobným zvětšením při denním pozorování a 4,5násobným zvětšením při nočním pozorování, což mu umožňuje pozorovat cíle do vzdálenosti 300-400m. Střelec má k dispozici zaměřovač PG-2. Řidič pak má k dispozici přístroj pro noční vidění TVN-2, který mu umožňuje pozorovat okolí do vzdálenosti maximálně 60 metrů.
Houfnice je určena k vedení především nepřímé palby. Souřadnice cílů jsou poskytnuty obsluze Gvozdiky dělostřeleckými pozorovateli. Obsluha pak nastaví příslušné parametry. Gvozdika má poměrně malou hmotnost, což jí umožňuje dobře operovat i v mokrém terénu. Vůz je díky nízké výšce a váze možno přepravovat letadly An-12, An-124 a Il-76.
Baterii 2S1 tvoří 6 dělostřeleckých zbraní. 3 baterie (baterie = rota) následně tvoří 1 oddíl (obdoba praporu u jiných druhů vojska). Stroje často doprovází speciálně upravené velitelské vozidlo pro koordinaci palby.

## Služba
Během války v Afghánistánu se mimořádně dobře osvědčily samohybné houfnice 2S1 Gvozdika a 2S3 Akacija. Díky velké palebné síle, manévrovatelnosti a balistické ochraně se tato vozidla stala na bojišti nepostradatelnými. Houfnice 2S1 se do historie afghánské války zapsaly hlavně během operace k dobytí oblastí Chaki Safed a Šingar. Baterie 2S1 umožnily postup motorizovaných jednotek pohybujících se po hřebenech a vrcholcích hor. Při postupu odhalily motostřelecké jednotky palebná místa nepřítele a ty byly následně zničeny přímou palbou z houfnic 2S1. Tím se výrazně snížily bojové ztráty postupujících sovětských sil. Houfnice 2S1 se v roce 1986 zúčastnily také útoku v provincii Kandahár, kde zničily 7 cílů nepřítele.
Při okupaci Ukrajiny nasadilo Rusko do bojů houfnice 2S1. Za prvních 39 dní války ztratilo Rusko minimálně 6 houfnic Gvozdika a 2 houfnice 2S34 Chosta.

## Varianty
- 2S1M1 - ruská modernizovaná verze, ve které je integrován automatizovaný systém řízení palby ASUNO 1V168-1.
- 2S34 Chosta - ruská modernizovaná verze 2S1, ve které byl kanón 2A31 nahrazen kanónem 2A80-1 a na věžičce velitele byl nainstalován 7,62 mm kulomet PKT. Tato varianta byla vyvinuta v roce 2003 a v roce 2008 vstoupil do služby v ruské armádě.
- 2S1T Goździk - polská modernizovaná verze s automatizovaným systémem řízení palby ASUNO TOPAZ.
- Rak-120 - polská modernizovaná verze s výměnou kanónu 2A31 za 120 mm minomet s hladkým vývrtem vybaveným automatickým nabíječem. Nesená munice se zvýšila ze 40 na 60 nábojů. Byla vyvinuta v letech 2008-2009, neexistují však žádné údaje o zahájení sériové výroby této modifikace.
- Model 89 - varianta vyvinutá v Rumunsku v 80. letech. Od 2S1 se liší základním podvozkem - namísto MT-LB byl použit podvozek BMP MLI-84.
- Raad-1 - íránská 122 mm samohybná houfnice vyvinutá v roce 1996 a uvedená do sériové výroby od roku 2002. Od 2S1 se liší základním podvozkem, namísto MT-LB je použit íránský BMP Boragh.

## Uživatelé

### Současní
- Alžírsko – 140 v roce 2024[5]
- Angola − 9+ v roce 2024[6]
- Arménie – 9 v roce 2024[7]
- Ázerbájdžán − 68 v roce 2024[8]
- Bělorusko – 125 v roce 2024[9]
- Bulharsko – 48 v roce 2024[10]
- Čad – 10 v roce 2024[11]
- Konžská republika − 3 v roce 2024[12]

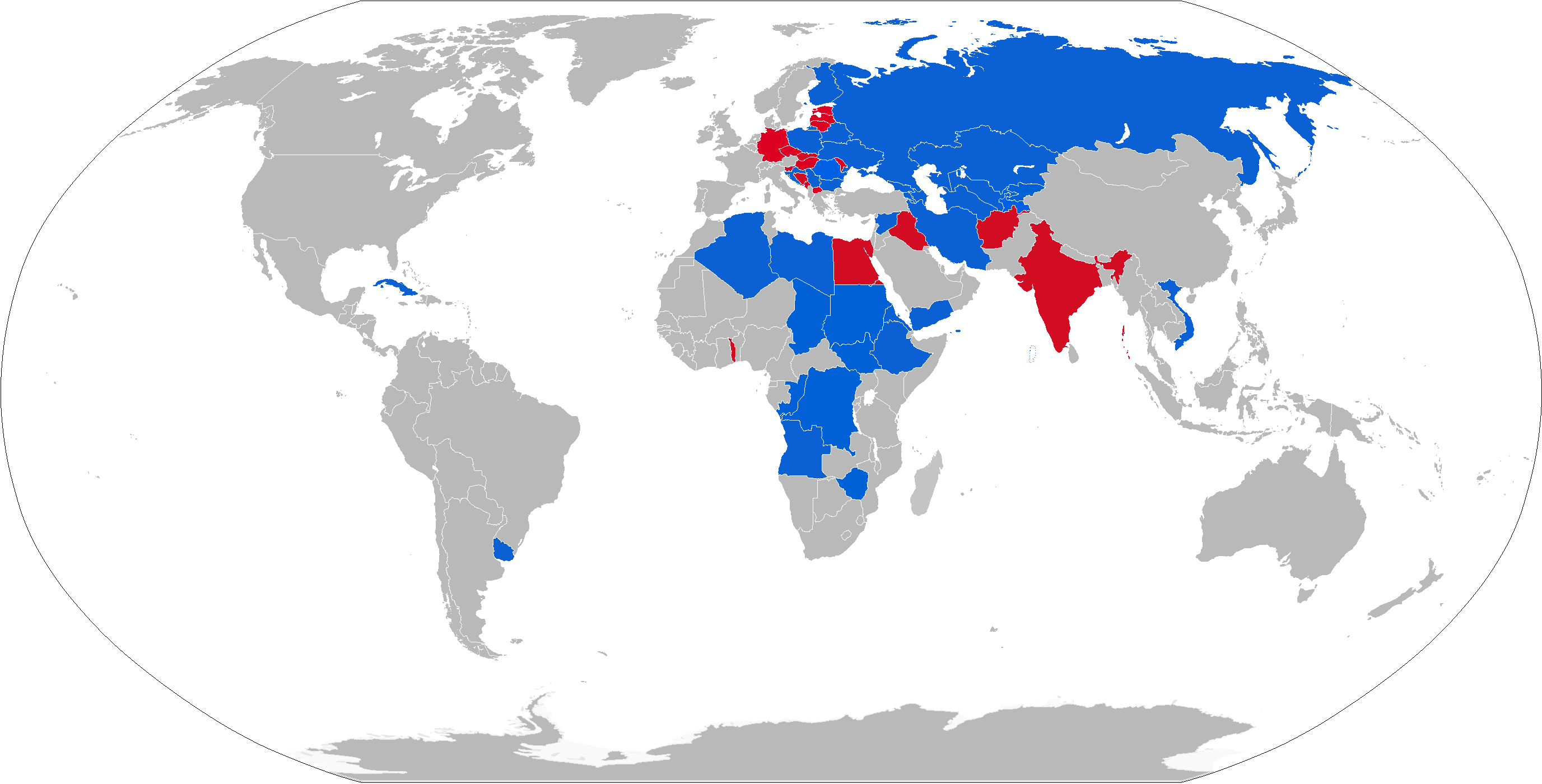
Mapa uživatelů 2S1:
Současní
Bývalí

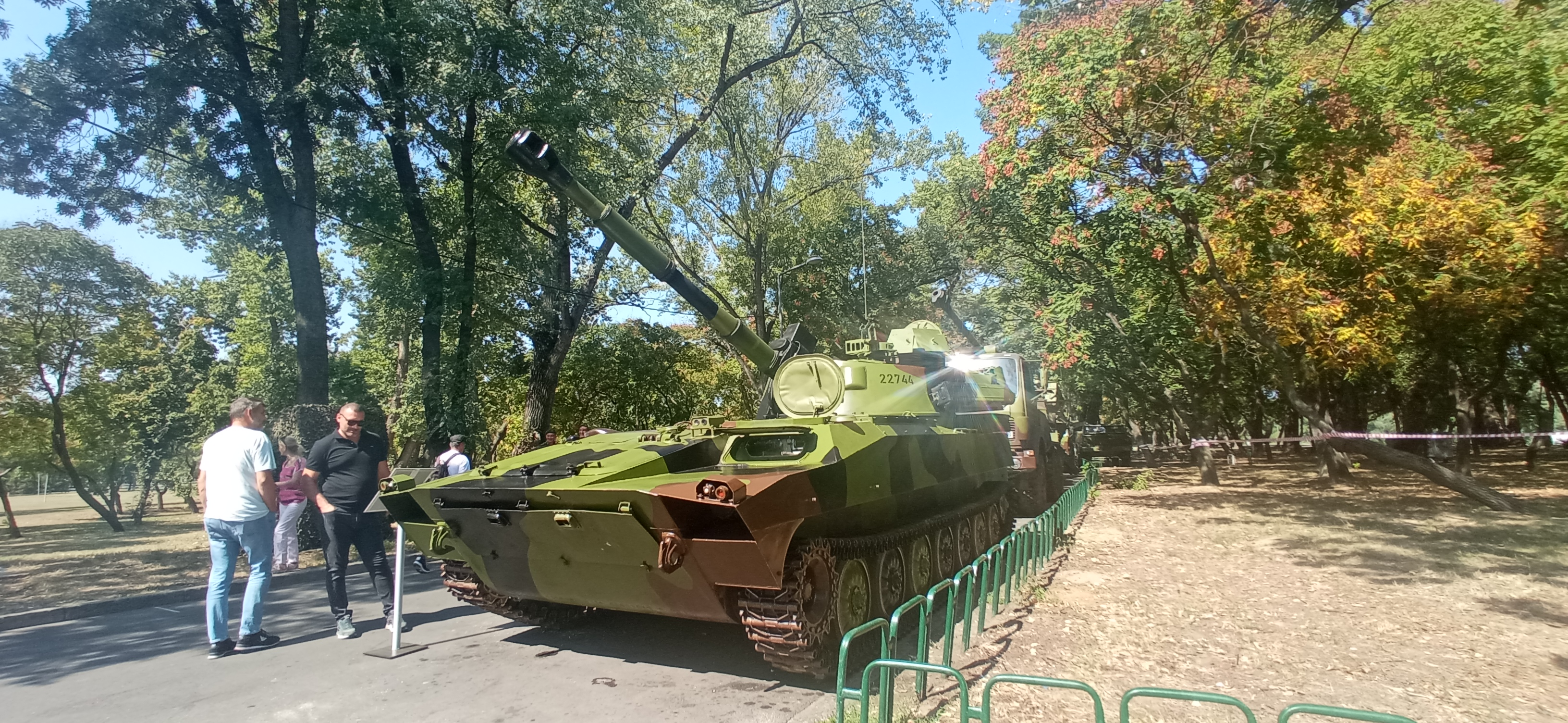
Modernizovaná 2S1 Gvozdika srbské armády

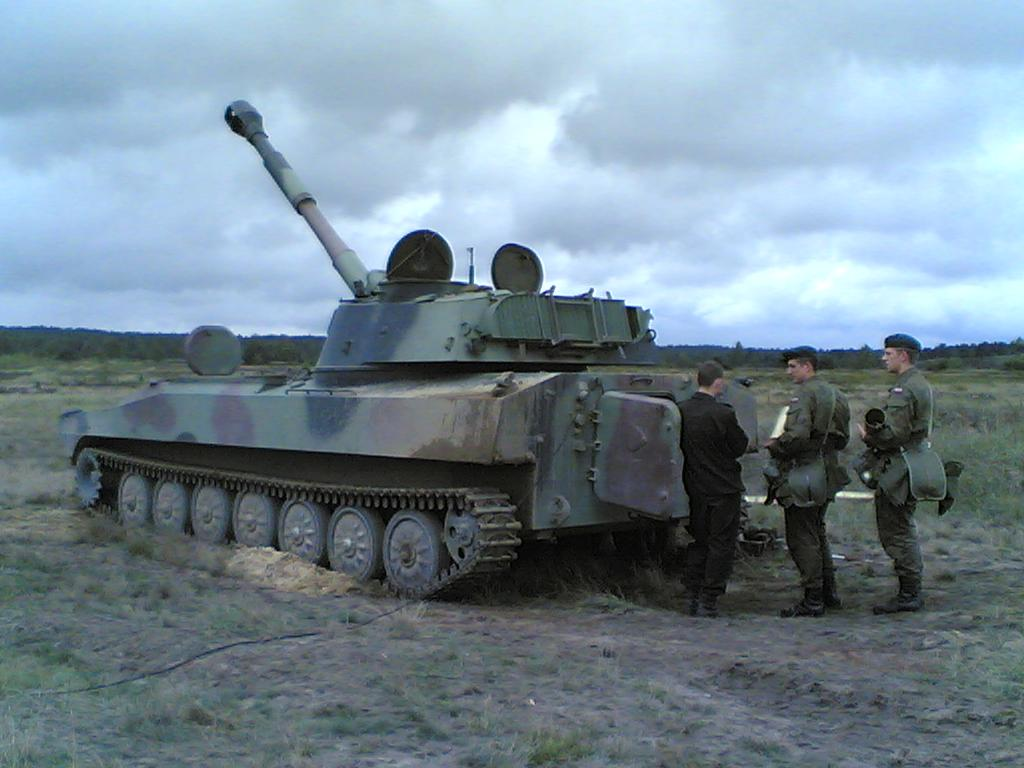
Polská 2S1 Gvozdika na dělostřelecké střelnici

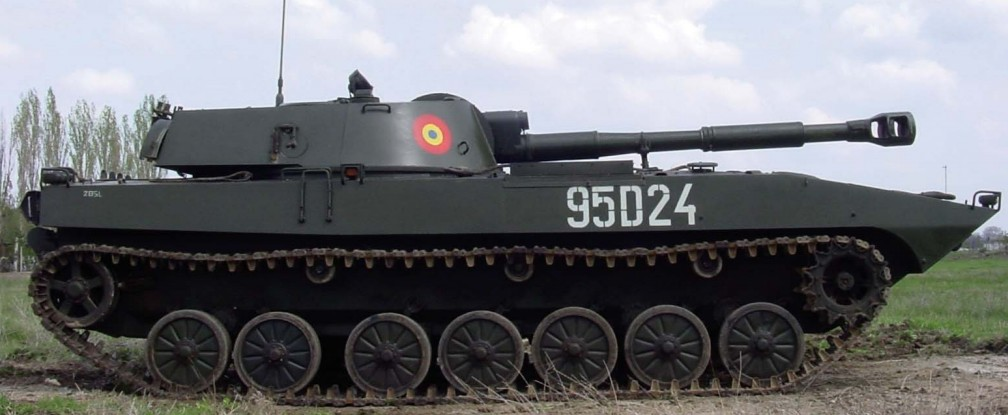
Rumunský Model 89, používající věž z 2S1 na podvozku MLI-84

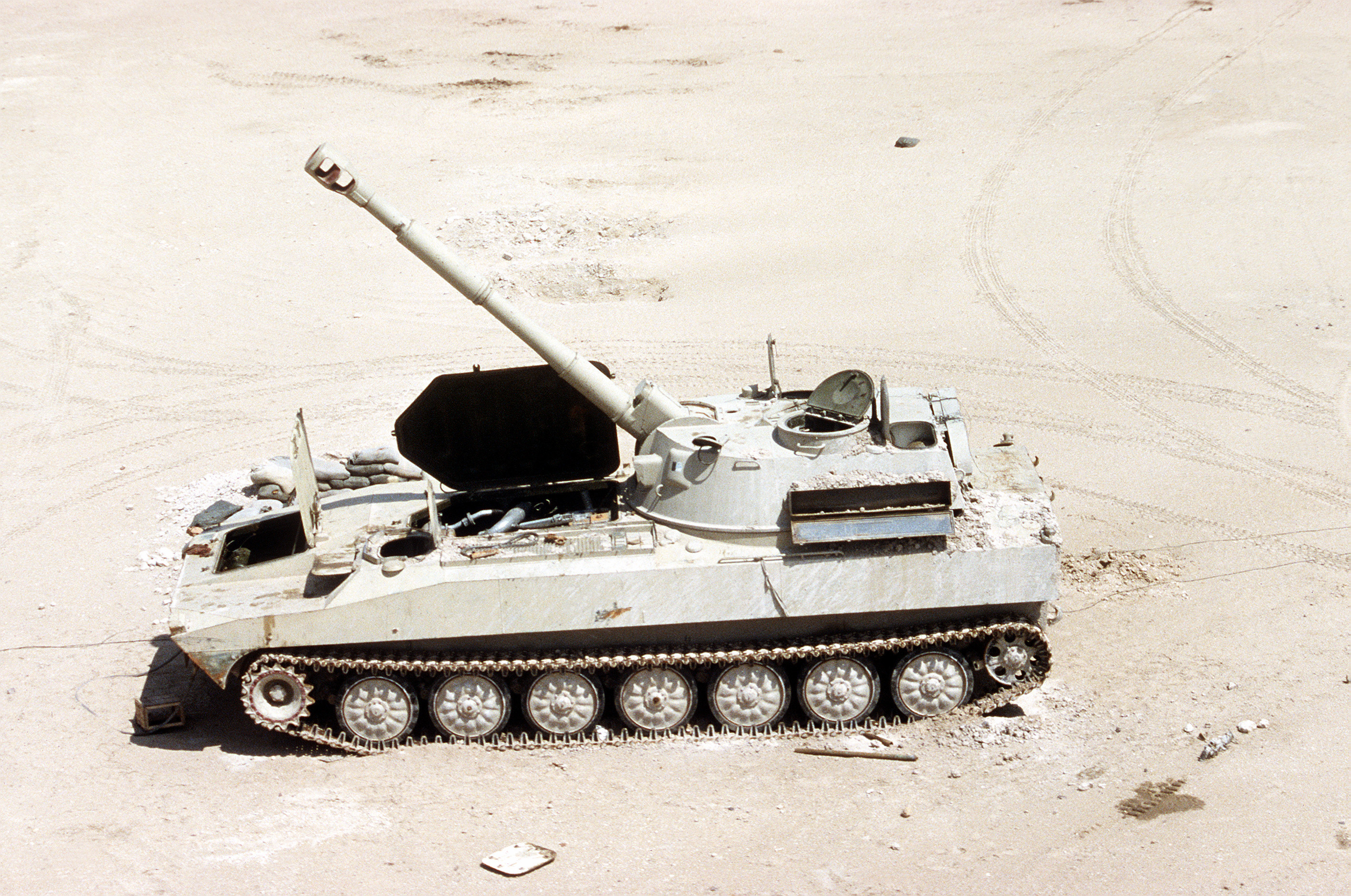
Irácká houfnice M-1974 uvízlá v poušti poté, co ji irácké síly opustily během války v Zálivu (Operace Pouštní bouře).

- Konžská demokratická republika − 6 v roce 2024[13]
- Kuba[14]
- Chorvatsko – 8 v roce 2024[15]
- Eritrea – 32 v roce 2024[16]
- Etiopie[17]
- Finsko – 74 v roce 2024[18]
- Gruzie − 20 v roce 2024[19]
  -  Jižní Osetie
- Hizballáh − používány v Sýrii[20]
- Írán − 60+ 2S1 a Raad-1 v roce 2024[21]
- Kazachstán – 60 v roce 2024[22]
- Irácký Kurdistán − Neznámý počet používaný Pešmergou[23]
- Kyrgyzstán − 18 v roce 2024[24]
- Libye − používány libyjskou národní armádou[25]
- Polsko – 206 v roce 2024[26]
- Rumunsko − 6 2S1 a 34 Model 89 v roce 2024[27]
- Rusko – 130 používaných pozemními silami, 85 používaných námořní pěchotou, plus neznámé množství provozované 1. armádním sborem, 2. armádním sborem a pohraniční stráží. Odhaduje se, že k roku 2024 je ve skladu 1 800 ks.[28]
- Srbsko – 67 v roce 2024[29]
- Súdán[30]
- Jižní Súdán[31]
- Sýrie[32]
- Tádžikistán − 3 v roce 2024[33]
- Turkmenistán – 40 v roce 2024 [34]
- Ukrajina – 125+ používané pozemními silami, námořní pěchotou a výsadkovými útočnými jednotkami od roku 2024.[35]
- Uruguay – 6 v roce 2024[36]
- Uzbekistán − 18 v roce 2024[37]
- Vietnam[38]
- Jemen[39]
- Zimbabwe − 12 v roce 2024[40]

### Dřívější
- Bosna a Hercegovina − 3 v roce 2004[41]
- Česko – 91 v roce 1999[42]
- Československo – 230 v roce 1989.[43] Předány nástupnickým státům.
- Východní Německo – 300 v roce 1989.[44] Postupně vyřezeny v roce 1990 po znovusjednocení Německa.
- Maďarsko[45]
- Irák – Neznámý počet ve službě před invazí do Iráku v roce 2003[46]
- Islámský stát[47]
- Libanon − 130 v roce 2004[48]
- Republika srbská − 24 roku 2004[41]
- Slovensko[49]
- Slovinsko – 8 v roce 1999[50]
- Jugoslávie – Předáno nástupnickým státům[51]
- Sovětský svaz – 3 200 používaných pozemními silami a 90 námořní pěchotou v roce 1989.[52] Předány nástupnickým státům